# Phủ Lý
Phủ Lý là thành phố tỉnh lỵ cũ của tỉnh Hà Nam cũ, Việt Nam, nay là phường Phủ Lý thuộc tỉnh Ninh Bình.

## Địa lý

### Vị trí địa lý
Thành phố Phủ Lý nằm ở vị trí cửa ngõ phía nam thủ đô Hà Nội, có vị trí địa lý:
- Phía đông giáp huyện Bình Lục
- Phía tây giáp thị xã Kim Bảng
- Phía nam giáp huyện Thanh Liêm
- Phía bắc giáp thị xã Duy Tiên.

Thành phố Phủ Lý nằm trên Quốc lộ 1, bên 2 bờ sông Đáy. Phủ Lý cách Thủ đô Hà Nội 60 km về phía Nam, cách thành phố Nam Định 30 km về phía Tây Bắc và cách thành phố Hoa Lư 33 km về phía Bắc và cách thành phố Thái Bình 40 km về phía đông nam. Phủ Lý nằm trên Quốc lộ 1 có tuyến đường sắt Bắc Nam đi qua, là nơi gặp gỡ của ba con sông: Sông Đáy, Sông Châu Giang và Sông Nhuệ tiện lợi về giao thông thủy bộ.

### Điều kiện tự nhiên
Phủ Lý nằm ở vùng đồng bằng sông Hồng và ven núi nên địa hình của Thành phố chia làm nhiều khu vực hai bên bờ các con sông, Phủ Lý nằm trong vùng khí hậu cận nhiệt đới ẩm:
- Lượng mưa trung bình hàng năm: 1.800 mm - 2000 mm
- Nhiệt độ trung bình: 23-24 °C
- Số giờ nắng trong năm: 1.300-1.500 giờ
- Độ ẩm tương đối trung bình: 85%.

### Tài nguyên thiên nhiên
- Tài nguyên đất: Thành phố Phủ Lý có tiềm năng đất xây dựng khá lớn. Ngoài một số đất nông nghiệp kém hiệu quả có thể chuyển sang mục đích xây dựng, Phủ Lý còn khả năng mở rộng hàng trăm ha đất xây dựng ở các xã Phù Vân, Châu Sơn, Thanh Châu và một số khu vực dọc đường Quốc lộ 1, đường 21... Đây là nguồn lực rất quan trọng để Phủ Lý đẩy nhanh tốc độ đô thị hóa và phát triển kinh tế theo hướng công nghiệp hóa, hiện đại hóa. Đất nông nghiệp của Phủ Lý tuy không nhiều, nhưng có chất lượng tốt và còn nhiều khả năng thâm canh tăng vụ, tạo điều kiện để chuyển đổi cơ cấu cây trồng, vật nuôi theo hướng sản xuất hàng hóa.
- Tài nguyên nước: Nằm ở ngã ba sông Đáy, sông Nhuệ, sông Châu Giang và có nhiều ao, hồ nên Phủ Lý có nguồn nước mặt dồi dào, là điều kiện thuận lợi cho phát triển kinh tế và dân sinh. Tuy nhiên, do lưu lượng dòng chảy dao động lớn nên việc khai thác sử dụng gặp nhiều khó khăn. Ngoài ra, Phủ Lý nằm ở hạ lưu nên nguồn nước có nguy cơ dễ bị ô nhiễm do sản xuất công nghiệp ở thượng nguồn Hà Nội, Hà Đông,.... Tài nguyên nước ngầm phong phú nhưng chất lượng không cao nên việc khai thác sử dụng bị hạn chế.
- Tài nguyên khoáng sản: Do nằm liền kề khu vực có nguồn vật liệu xây dựng lớn như đá vôi, xi măng Bút Sơn (Kim Bảng), Kiện Khê, Thanh Tân (Thanh Liêm); đá xây dựng Kiện Khê (Thanh Liêm); đất sét sản để xuất xi măng và đất sét để sản xuất gạch ngói Khả Phong, Ba Sao (Kim Bảng) và các nguồn vật liệu xây dựng khác... nên Phủ Lý có nhiều cơ hội tận dụng lợi thế này để phát triển đa dạng các ngành nghề công nghiệp- tiểu thủ công nghiệp ở địa phương.

### Tôn giáo
Trên địa bàn thành phố Phủ Lý có hai tôn giáo chính là Phật giáo và Thiên Chúa giáo. 8,8% dân số theo đạo Thiên Chúa.

## Hành chính
Thành phố Phủ Lý có 14 đơn vị hành chính cấp xã trực thuộc, bao gồm 10 phường: Châu Cầu, Châu Sơn, Lam Hạ, Lê Hồng Phong, Liêm Chính, Quang Trung, Tân Hiệp, Tân Liêm, Thanh Châu, Thanh Tuyền và 4 xã: Đinh Xá, Kim Bình, Phù Vân, Trịnh Xá.

## Lịch sử
Dưới thời Lê vào khoảng năm 1624, Thượng thư Nguyễn Khải đã cho chuyển thủ phủ Trấn Sơn Nam từ thôn Tường Lân (xã Trác Văn), huyện Duy Tiên đến đóng ở thôn Châu Cầu thuộc tổng Phù Đạm, huyện Kim Bảng, phủ Lỵ Nhân, trấn Sơn Nam Thượng. Đến năm 1832, vua Minh Mạng quyết định bỏ đơn vị trấn thành lập đơn vị hành chính tỉnh, phủ Lỵ Nhân được đổi là phủ Lý Nhân thuộc tỉnh Hà Nội.
Đến tháng 10 năm 1890 (năm Thành Thái thứ 2), chính quyền thực dân Pháp thành lập tỉnh Hà Nam. Năm 1891, tỉnh lỵ chuyển đến xã Lam Cầu (huyện Duy Tiên), năm 1901 chuyển về Nga Khê (huyện Lý Nhân), đến khoảng năm 1907 mới chuyển trở lại Phủ Lý.
Trước năm 1934, Phủ Lý là thị trấn nằm trong huyện Thanh Liêm. Năm 1934, thị xã Phủ Lý được thành lập, bao gồm 4 phố: Châu Cầu, Quy Lưu, Tân Khai, Bảo Thôn. Đến năm 1965, tỉnh Hà Nam sáp nhập với tỉnh Nam Định thành tỉnh Nam Hà, thị xã Phủ Lý đổi tên thành thị xã Hà Nam thuộc tỉnh Nam Hà. Cuối năm 1975, tỉnh Nam Hà lại sáp nhập với tỉnh Ninh Bình thành tỉnh Hà Nam Ninh.
Ngày 27 tháng 4 năm 1977, thị xã Hà Nam được sáp nhập và 2 huyện: Kim Bảng + Thanh Liêm thành huyện Kim Thanh, Hà Nam trở thành thị trấn huyện lỵ huyện Kim Thanh.
Ngày 9 tháng 4 năm 1981, thị xã Hà Nam được tái lập, gồm 4 phường: Hai Bà Trưng, Lương Khánh Thiện, Minh Khai và Trần Hưng Đạo (được thành lập trên cơ sở toàn bộ diện tích, dân số của thị trấn Hà Nam).
Ngày 17 tháng 12 năm 1982, sáp nhập 2 xã: Thanh Châu và Liêm Chính của huyện Thanh Liêm vào thị xã Hà Nam.
Lần lượt ngày 26 tháng 12 năm 1991 và ngày 6 tháng 11 năm 1996, thị xã Hà Nam thuộc tỉnh Nam Hà vừa tái lập và thị xã trở lại là tỉnh lỵ của tỉnh Hà Nam, đồng thời được thay đổi lại tên gọi như trước đây là thị xã Phủ Lý.
Ngày 25 tháng 9 năm 2000, Chính phủ ban hành Nghị định 53/2000/NĐ-CP. Theo đó:
- Sáp nhập nguyên trạng các xã: Phù Vân (gồm 564,85 ha diện tích tự nhiên và 6.221 nhân khẩu), Châu Sơn (gồm 827,6 ha diện tích tự nhiên và 10.828 nhân khẩu) của huyện Kim Bảng; xã Liêm Trung (gồm 348 ha diện tích tự nhiên và 4.667 nhân khẩu) của huyện Thanh Liêm; xã Lam Hạ (gồm 844,09 ha diện tích tự nhiên và 8.603 nhân khẩu) thuộc huyện Duy Tiên vào thị xã Phủ Lý.
- Thành lập phường Lê Hồng Phong trên cơ sở 271,78 ha diện tích tự nhiên và 6.083 nhân khẩu của xã Châu Sơn.
- Thành lập phường Quang Trung trên cơ sở 222,5 ha diện tích tự nhiên và 3.042 nhân khẩu của xã Lam Hạ; 23,56 ha diện tích tự nhiên và 2.503 nhân khẩu của phường Lương Khánh Thiện; 15,53 ha diện tích tự nhiên và 721 nhân khẩu của phường Minh Khai. Phường Minh Khai có 261,59 ha diện tích tự nhiên và 6.266 nhân khẩu.
- Điều chỉnh địa giới hành chính của thị xã Phủ Lý, cụ thể như sau:
  - Sáp nhập 0,9 ha diện tích tự nhiên và 18 nhân khẩu của xã Liêm Chính vào phường Lương Khánh Thiện; 13,24 ha diện tích tự nhiên và 17 nhân khẩu của xã Liêm Chính vào phường Minh Khai; 36,47 ha diện tích tự nhiên và 519 nhân khẩu của xã Liêm Chính vào phường Hai Bà Trưng; 12,81 ha diện tích tự nhiên và 12 nhân khẩu của xã Liêm Chính với 0,2 ha diện tích tự nhiên của xã Thanh Châu vào phường Trần Hưng Đạo.
- Sau khi điều chỉnh địa giới hành chính:
  - Phường Trần Hưng Đạo có 16,96 ha diện tích tự nhiên và 4.968 nhân khẩu.
  - Xã Liêm Chính có 332,47 ha diện tích tự nhiên và 4.128 nhân khẩu.
  - Xã Thanh Châu có 323,55 ha diện tích tự nhiên và 5.430 nhân khẩu.
  - Xã Châu Sơn có 555,82 ha diện tích tự nhiên và 5.945 nhân khẩu.
  - Xã Lam Hạ có 621,59 ha diện tích tự nhiên và 5.561 nhân khẩu.
  - Xã Phù Vân có 564,85 ha diện tích tự nhiên và 7.791 nhân khẩu.

Thị xã Phủ Lý có 3.424,87 ha diện tích tự nhiên và 70.495 nhân khẩu với 12 đơn vị hành chính cấp xã, bao gồm 6 phường: Lê Hồng Phong, Quang Trung, Lương Khánh Thiện, Minh Khai, Hai Bà Trưng, Trần Hưng Đạo và 6 xã: Liêm Chính, Thanh Châu, Châu Sơn, Lam Hạ, Liêm Chung, Phù Vân.
Ngày 1 tháng 1 năm 2007, thị xã Phủ Lý đã chính thức trở thành đô thị loại III theo quyết định số 1402/QĐ-BXD của Bộ Xây Dựng được ban hành vào ngày 14 tháng 10 năm 2006 và trở thành thành phố của tỉnh Hà Nam theo Nghị định 72/2008/NĐ-CP vào ngày 9 tháng 6 năm 2008 của Chính Phủ.
Thành phố Phủ Lý có diện tích tự nhiên 3.426,77 ha và 121.350 nhân khẩu với 12 đơn vị hành chính cấp xã, bao gồm 6 phường: Hai Bà Trưng, Lê Hồng Phong, Lương Khánh Thiện, Minh Khai, Quang Trung, Trần Hưng Đạo và 6 xã: Châu Sơn, Lam Hạ, Liêm Chính, Liêm Chung, Phù Vân, Thanh Châu.
Ngày 23 tháng 7 năm 2013, Chính phủ ban hành Nghị quyết 89/NQ-CP. Theo đó:
- Điều chỉnh 1.673,79 ha diện tích tự nhiên và 12.417 nhân khẩu của huyện Duy Tiên (gồm toàn bộ diện tích tự nhiên và nhân khẩu của các xã: Tiên Tân, Tiên Hiệp và Tiên Hải); 1.236,54 ha diện tích tự nhiên và 12.868 nhân khẩu của huyện Bình Lục (gồm toàn bộ diện tích tự nhiên và nhân khẩu của các xã: Đinh Xá, Trịnh Xá); 1.359,30 ha diện tích tự nhiên và 16.154 nhân khẩu của huyện Thanh Liêm (gồm toàn bộ diện tích tự nhiên và nhân khẩu của các xã: Liêm Tuyền, Liêm Tiết; 458,31 ha diện tích tự nhiên và toàn bộ 7.478 nhân khẩu của xã Thanh Tuyền); 1.090,90 ha diện tích tự nhiên và 11.108 nhân khẩu của huyện Kim Bảng (gồm 628,53 ha diện tích tự nhiên và toàn bộ 5.945 nhân khẩu của xã Kim Bình; 462,37 ha diện tích tự nhiên và 5.163 nhân khẩu của xã Thanh Sơn) về thành phố Phủ Lý quản lý.
- Điều chỉnh 462,37 ha diện tích tự nhiên và 5.163 nhân khẩu của xã Thanh Sơn, huyện Kim Bảng về phường Lê Hồng Phong quản lý.
- Thành lập các phường của Thành phố Phủ Lý:
- Thành lập phường Thanh Châu thuộc trên cơ sở toàn bộ 336,86 ha diện tích tự nhiên và 6.307 nhân khẩu của xã Thanh Châu.
- Thành lập phường Châu Sơn trên cơ sở toàn bộ 524,11 ha diện tích tự nhiên và 8.158 nhân khẩu của xã Châu Sơn.
- Thành lập phường Liêm Chính trên cơ sở toàn bộ 332,51 ha diện tích tự nhiên và 5.047 nhân khẩu của xã Liêm Chính.
- Thành lập phường Lam Hạ thuộc trên cơ sở toàn bộ 627,96 ha diện tích tự nhiên và 5.953 nhân khẩu của xã Lam Hạ.
- Thành lập phường Thanh Tuyền trên cơ sở toàn bộ 458,31 ha diện tích tự nhiên và 7.478 nhân khẩu của xã Thanh Tuyền.

Thành phố Phủ Lý có 8.787,30 ha diện tích tự nhiên, 136.654 nhân khẩu và 21 đơn vị hành chính cấp xã, gồm 11 phường: Minh Khai, Hai Bà Trưng, Lương Khánh Thiện, Trần Hưng Đạo, Lê Hồng Phong, Quang Trung, Thanh Châu, Liêm Chính, Châu Sơn, Lam Hạ, Thanh Tuyền và 10 xã: Liêm Chung, Phù Vân, Tiên Tân, Tiên Hiệp, Tiên Hải, Đinh Xá, Trịnh Xá, Liêm Tuyền, Liêm Tiết, Kim Bình.
Ngày 4 tháng 12 năm 2018, Thủ tướng Chính phủ ban hành Quyết định số 1678/QĐ-TTg về việc công nhận thành phố Phủ Lý là đô thị loại II trực thuộc tỉnh Hà Nam.
Ngày 14 tháng 11 năm 2024, Ủy ban Thường vụ Quốc hội ban hành Nghị quyết số 1288/NQ-UBTVQH15 về việc sắp xếp đơn vị hành chính cấp huyện, cấp xã của tỉnh Hà Nam giai đoạn 2023 – 2025 (nghị quyết có hiệu lực từ ngày 1 tháng 1 năm 2025). Theo đó:
- Sáp nhập xã Liêm Chung vào phường Liêm Chính.
- Sáp nhập xã Tiên Hải vào phường Lam Hạ.
- Thành lập phường Châu Cầu trên cơ sở 4 phường: Hai Bà Trưng, Lương Khánh Thiện, Minh Khai, Trần Hưng Đạo.
- Thành lập phường Tân Liêm trên cơ sở xã Liêm Tuyền và xã Liêm Tiết.
- Thành lập phường Tân Hiệp trên cơ sở xã Tiên Tân và xã Tiên Hiệp.

Thành phố Phủ Lý có 10 phường và 4 xã như hiện nay.
Ngày 28 tháng 11 năm 2024, Thủ tướng Chính phủ ban hành Công văn số 1026/TTg-CN về việc công nhận thành phố Phủ Lý mở rộng nội thành theo tiêu chí đô thị loại II trực thuộc tỉnh Hà Nam.
Theo Nghị quyết số 1674/NQ-UBTVQH15 ngày 16/6/2025 về sắp xếp các đơn vị hành chính cấp xã của tỉnh Ninh Bình năm 2025, sắp xếp toàn bộ diện tích tự nhiên, quy mô dân số của các phường Châu Cầu, Thanh Châu, Liêm Chính và phần còn lại của phường Quang Trung thành phường mới có tên gọi là phường Phủ Lý.

## Kinh tế - xã hội

### Công nghiệp
Thành phố có 2 cụm công nghiệp bắc Thanh Châu và Châu Sơn. Nền sản xuất nông nghiệp ở Phủ Lý theo hướng nông nghiệp sạch, nông nghiệp sinh thái có hiệu quả cao và bảo vệ môi trường. Phát triển kinh tế trang trại và các mô hình sản xuất VAC, nhất là trong chăn nuôi, coi đây là khâu đột phá để thúc đẩy sản xuất nông nghiệp hàng hóa.

### Thương mại - dịch vụ - du lịch
Phủ Lý có lợi thế là đầu mối giao thông, gần thủ đô Hà Nội và vùng kinh tế trọng điểm Bắc Bộ, đủ điều kiện để phát triển tổng hợp ngành kinh tế dịch vụ theo hướng đa dạng hóa các loại hình dịch vụ phục vụ sản xuất và đời sống, đưa ngành dịch vụ thành ngành kinh tế quan trọng của Phủ Lý.
Cho tới năm 2010, thành phố có nhiều dự án làm thay đổi đáng kể bộ mặt thành phố, trong đó có dự án khu thương mại dịch vụ một bên là bờ sông Đáy một bên là Quốc lộ 1. Khu thương mai dịch vụ này với nhiều tòa nhà cao tầng hiện đại (cao nhất là dự án chung cư và văn phòng cho thuê 25 tầng). Khu thương mại này là một điểm nhấn về tính hội nhập và hiện đại của thành phố.

### Cơ sở hạ tầng
Cơ sở hạ tầng của Thành phố Phủ Lý được xây dựng đồng bộ và ngày càng hoàn chỉnh nhất là về giao thông đô thị, cấp thoát nước, xử lý nước thải, rác thải, xây dựng công viên cây xanh và các công trình phúc lợi công cộng.
Hiện nay trên địa bàn thành phố có tổng số 122 dự án, công trình đã và đang được đầu tư xây dựng với tổng số vốn đầu tư trên 2.046,8 tỷ đồng. Đẩy mạnh tiến độ thực hiện các dự án đầu tư xây dựng các khu đô thị mới như: Khu đô thị mới Nam Lê Chân (diện tích 68,7 ha, quy mô dân số 8.000 người); Khu đô thị Nam Trần Hưng Đạo (diện tích 21,3 ha, quy mô dân số 5.000 người); Khu đô thị Đông sông Đáy (từ cầu Hồng Phú đến cầu Đọ Xá, diện tích 75 ha); Khu đô thị Liêm Chung dọc hai bên đường 21A diện tích 100 ha; Khu đô thị Bắc Thanh Châu (diện tích 19,8 ha, quy mô dân số 3.500 người); Khu đô thị Liêm Chính (diện tích 89,7 ha); Khu đô thị Bắc Châu Giang Lam Hạ, diện tích 652 ha; Khu đô thị Quang Trung – Lam Hạ diện tích 252 ha; Khu đô thị Châu Sơn diện tích 41 ha; khu đô thị River Silk City Lam Hạ diện tích 126 ha.
Một số dự án lớn góp phần xây dựng phát triển cơ sở hạ tầng đô thị như: Dự án sân vận động trung tâm, Hành lang Quốc lộ 1 và Đông, Tây sông Đáy, dự án hệ thống thoát nước và xử lý nước thải, dự án nâng cấp hè đường, điện chiếu sáng và cây xanh trong khu đô thị cũ, dự án kè hồ Chùa Bầu, dự án cải tạo hệ thống cáp quang, cải tạo hệ thống lưới điện,.... đã và đang được thực hiện theo quy hoạch đầu tư, làm chuyển biến bộ mặt đô thị, khang trang hiện đại hơn, trật tự đô thị có những bước chuyển biến tích cực.

### Xã hội

#### Giáo dục
Phủ Lý có đầy đủ các cấp học từ mầm non đến THPT, THCN, Cao đẳng, Đại học được đầu tư xây dựng theo hướng chuẩn quốc gia.
- Trường Đại học Công nghiệp Hà Nội (cơ sở Hà Nam)

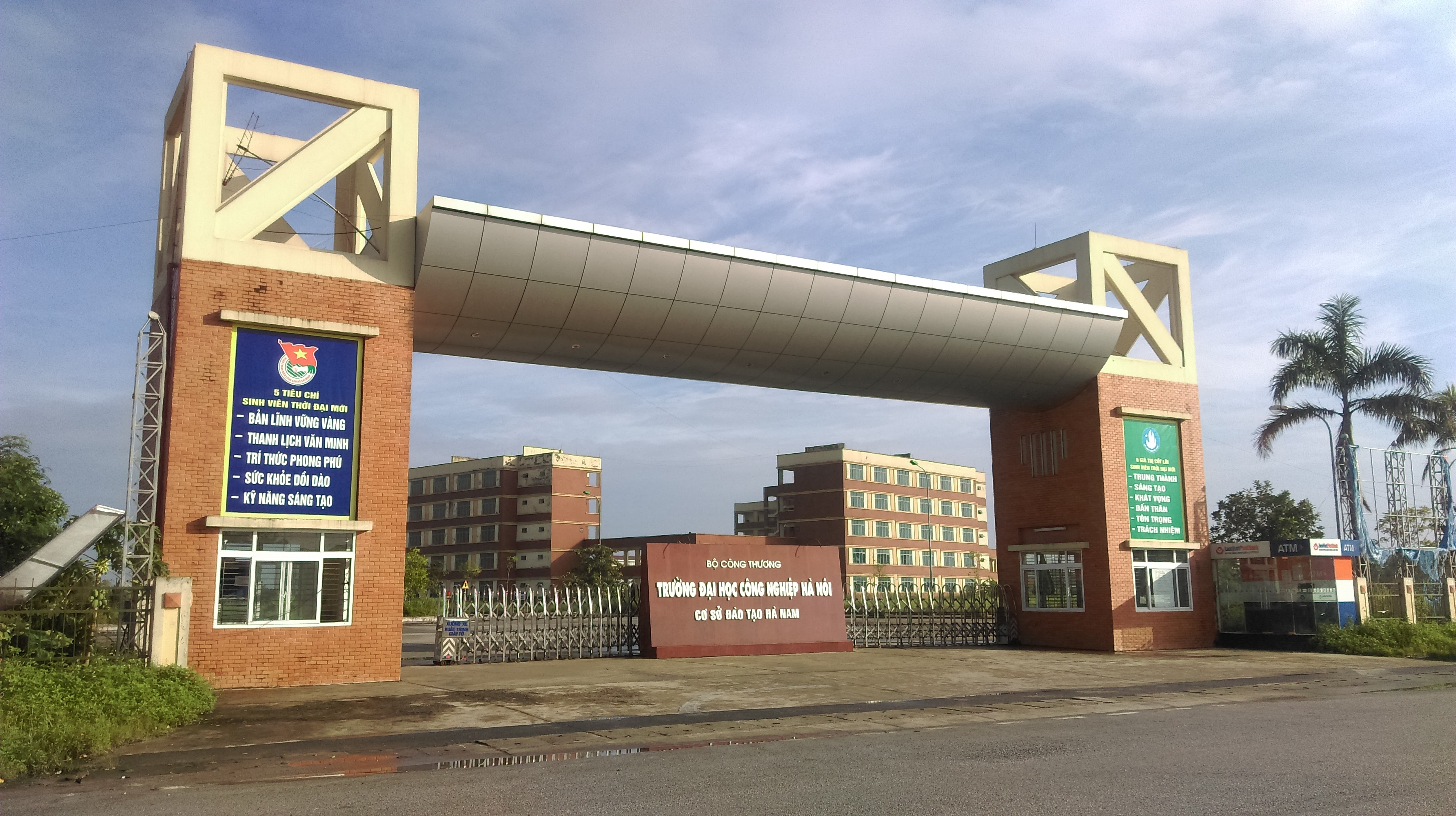

- Trường Đại học Thương mại (cơ sở Hà Nam)

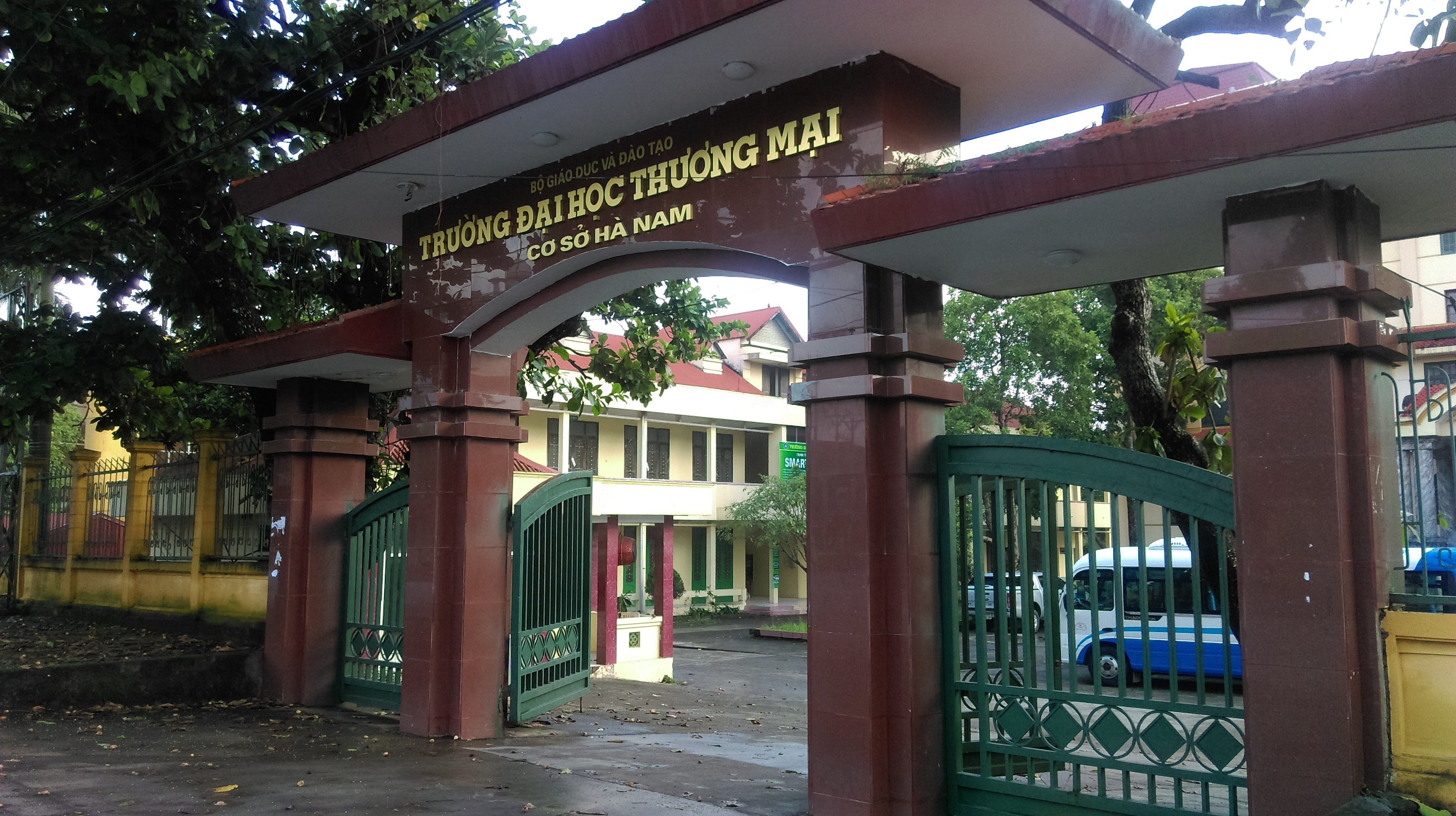

- Trường Đại học Sư phạm Hà Nội (cơ sở Hà Nam)

- Trường Cao đẳng Y tế Hà Nam

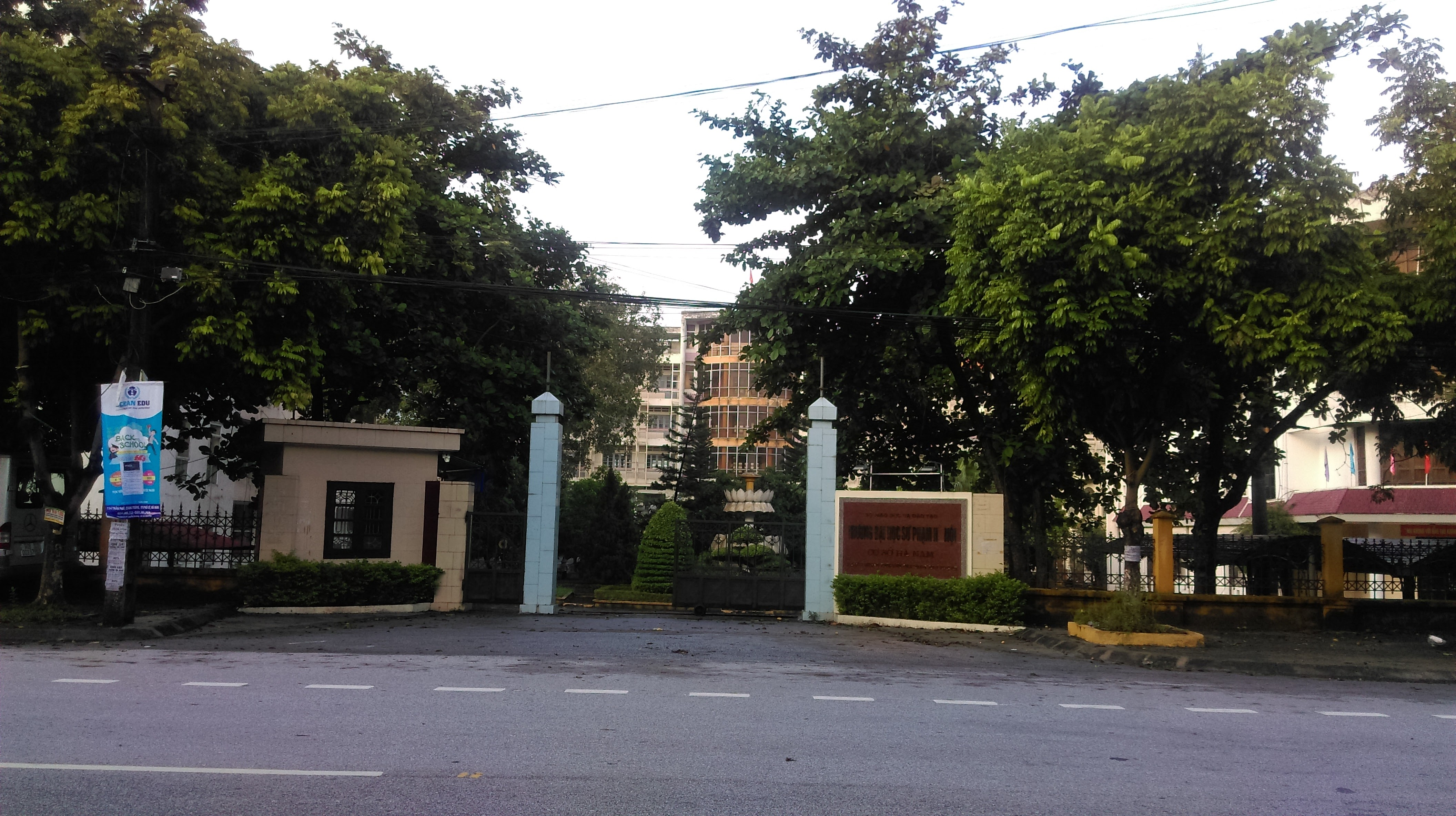

- Trường Cao đẳng Phát thanh - Truyền hình TW1.
- Trường Cao đẳng Thủy Lợi Bắc Bộ
- Trường Cao đẳng Dạy nghề Hà Nam
- Trường Trung học phổ thông chuyên Biên Hoà
- Trường THPT A Phủ Lý
- Trường THPT B Phủ Lý
- Trường THPT C Phủ Lý
- Trường THCS & THPT Nguyễn Tất Thành (cơ sở Hà Nam).

#### Y tế
Trên địa bàn thành phố có các bệnh viện: Bệnh viện Đa Khoa Tỉnh Hà Nam, Bệnh viện Y học Cổ truyền, Bệnh viện Lao Phổi, Bệnh viện Phong- Da liễu, Bệnh viện Đa khoa Thành phố, Bệnh viện Mắt và Trung tâm y tế dự phòng, nay là Trung tâm kiểm soát bệnh tật tỉnh Hà Nam (CDC Hà Nam).
Năm 2016, Bộ Y tế đầu tư xây dựng Bệnh viện Bạch Mai cơ sở 2 và Bệnh viện Hữu nghị Việt-Đức cơ sở 2 đặt tại xã Liêm Tuyền, TP Phủ Lý. Vì nhiều lý do, trong đó có Đại dịch COVID-19 nên tiến độ xây dựng bị chậm lại 3 năm. Bộ Y tế đã báo cáo và được Thủ tướng Chính phủ cho phép phê duyệt điều chỉnh thời gian hoàn thành dự án đến hết năm 2022.

## Dân số
Thành phố Phủ Lý có diện tích 34,27 km² và dân số quy đổi năm 2006 là 121.350 nhân khẩu.
Thành phố Phủ Lý có diện tích 87,87 km², dân số quy đổi năm 2011 là 136.654 nhân khẩu.
Thành phố Phủ Lý có diện tích 87,64 km², dân số ngày 1/4/2019 là 158.212 người, mật độ dân số đạt 1.805 người/km².
Thành phố Phủ Lý có diện tích 87,64 km², dân số tính đến tháng 12 năm 2023 khoảng 169.589 người, mật độ dân số là 1.935 người/km².

## Văn hóa

### Cơ sở tôn giáo

#### Chùa Bầu (Thiên Bảo Tự)
Chùa Bầu tên chữ là Thiên Bảo Tự, toạ lạc tại đường Nguyễn Văn Trỗi, phường Hai Bà Trưng, thành phố Phủ Lý, tỉnh Hà Nam. Là nơi địa linh danh thắng, chốn linh thiêng lâu đời của vùng đất rộng lớn.
Với diện tích 4.000 m². Với khung cảnh thiên nhiên hài hoà trước mặt chùa là một hồ nước sâu và rộng, hồ thông với sông Đáy tạo nên mĩ quan đẹp và tô điểm thêm sự tĩnh lặng cho chùa. Theo thuyết âm dương ngũ hành. Trước một ngôi chùa nào thường phải có một hồ nước vì theo truyền thuyết. chùa thì tượng trưng cho dương, hồ tượng trưng cho âm. Dương và âm tạo nên thế cân bằng hài hoà trong trời đất và theo thuyết phong thủy thì chốn chùa chiền là nơi tôn nghiêm, thành kính. Hồ nước trước chùa như muốn nhắc nhở con người ta đến nơi này cần phải rửa sạch tay chân cho hết bụi trần để thành tâm vào bái lễ. Như vậy nét văn hoá tâm linh nơi đây không khác xa so với những ngôi chùa khác.
Điểm mới ở đây là ngôi chùa này mới được trùng tu và tôn tạo lại trên diện tích 4.000 m² của chùa Bầu cũ với thời gian xây dựng trong vòng 3 năm, với lối kiến trúc cổ truyền của dân tộc với kiến trúc mới của thời đại và cũng là sự kết hợp giữa đạo pháp dân tộc và thời đại. Theo tài liệu cũ, chùa Bầu đã có trên 1.000 năm tuổi nằm trong quần thể làng Bầu, vực Bầu và chợ Bầu ngày nay. Đây là nơi sinh hoạt văn hoá tâm linh của nhiều thế hệ, của phật tử xã Châu Cầu (xưa) và thành phố Phủ Lý – Hà Nam (ngày nay). Với lối kiến trúc cổ truyền của dân tộc với kiến trúc mới của thời đại. Chùa Bầu vẫn lưu giữ nhiều hiện vật quý giá từ triều Vĩnh Thịnh năm thứ 6 (1663) với 28 đạo sắc phong về Đức Pháp Vân Phật và đạo sắc phong cuối cùng vào năm thứ 9 vua Khải Định và là nơi lưu giữ một quả chuông với kích thước 0,95 m, đường kính 0,57 m được đúc vào mùa xuân năm thứ 3 Hoàng triều Minh Mệnh (1822) và một tấm bia đá xanh cao 1,25 m và rộng 0,8 m.
Cùng với các nhà thờ, chùa chiền trên địa bàn thành phố, chùa Bầu là một ngôi chùa có rất nhiều nét kiến trúc cũng như trang trí nội thất mang phong cách truyền thống và hiện đại. Điều đó càng chứng tỏ rằng, mặc dù các hạng mục kiến trúc ở Hà Nam không có khác biệt lớn về phong cách so với kiến trúc cùng loại ở các vùng dân cư khác, nhưng vẫn có thể nhận ra những nét rất riêng của chùa Bầu ở các công trình kiến trúc này.
Trước hết, các kiến trúc này đều chiếm lĩnh những khoảng không gian rộng rãi, cảnh quan khoáng đãng và tọa lạc gần công viên Nguyễn Khuyến, chứ không chen chúc nhau trong những khoảng không gian chật hẹp ở các vùng đô thị, và luôn tạo cảm giác thanh tịnh và yên tĩnh nơi thành phố ồn ào.

### Nghệ thuật

#### Nhà hát Chèo Hà Nam
Nhà hát Chèo Hà Nam là đơn vị hoạt động nghệ thuật chèo của tỉnh Hà Nam. Nhà hát Chèo Hà Nam đóng tại đường Lý Thái Tổ - Phường Lê Hồng Phong - thành phố Phủ Lý được thành lập trên cơ sở nâng cấp Đoàn nghệ thuật chèo Hà Nam. Đây là một nhà hát Chèo của chiếng Chèo xứ Sơn Nam.
Vùng đất Hà Nam nằm cách trung tâm Hà Nội hơn 50 km, là cửa ngõ phía Nam của Thủ đô, phía Đông giáp Hưng Yên và Thái Bình, phía Nam giáp Nam Định và Ninh Bình, phía Tây giáp Hòa Bình. Hà Nam theo cách nói của cố giáo sư Trần Quốc Vượng là một địa phương nằm trong vùng " tứ giác nước" đồng bằng châu thổ sông Hồng - một trong những cái nôi lớn nhất của nghệ thuật chèo Việt Nam.
Hà Nam là tỉnh tiên phong trong việc lập hồ sơ đệ trình UNESCO công nhận nghệ thuật hát Chèo là di sản văn hóa phi vật thể đại diện của nhân loại Đây là chủ trương được cụ thể trong theo Quyết định này Quy hoạch phát triển văn hoá, thể dục thể thao tỉnh Hà Nam đến năm 2020, tầm nhìn đến năm 2030.
Tiền thân của nhà hát Chèo Hà Nam là Đoàn chèo Hà Nam được thành lập từ 1958. Mười năm sau, 1968 được sáp nhập với Đoàn chèo Nam Định thành Đoàn chèo Nam Hà, rồi Đoàn chèo Hà Nam Ninh. Tuy nhiên, hành trình đổi mới của Đoàn chèo Hà Nam được đánh dấu bằng sự kiện tỉnh Hà Nam Ninh tách thành hai tỉnh Nam Định và Hà Nam. Ba tháng sau, tức tháng 4 năm 1997, Đoàn chèo Hà Nam có quyết định tái thành lập. Khi đó toàn đoàn chỉ có 12 người trên đủ các lĩnh vực cải lương, ca múa, kịch nói, chèo, được tập hợp và với một cơ sở vật chất quá nghèo nàn... Nòng cốt của đoàn khi mới tái lập chỉ có ba người đã từng là diễn viên chèo: Lương Duyên, Huy Toàn, Tuyết Lan. Các diễn viên khác chỉ hoặc là biết diễn kịch, hoặc là hát mới, hoặc là biết ca cải lương và chưa từng biết hát chèo, diễn chèo.
Những năm gần đây, đoàn đã có một trụ sở làm việc khá khang trang gồm 2 tầng, tầng 1 là trụ sở làm việc, tầng 2 là sàn tập của diễn viên, nhạc công đồng thời cũng là nơi biểu diễn chiếu chèo Hà Nam. Năm 2010, đội ngũ của đoàn cũng mới chỉ có 27 biên chế, 7 hợp đồng và một lớp học sinh trung cấp gồm 20 em.

### Thể thao
Các khu vui chơi, tập luyện TDTT, sinh hoạt văn hóa cũng được quan tâm trong quy hoạch và triển khai thực hiện. Thành phố có sân vận động, nhà thi đấu TDTT, nhà văn hóa thiếu nhi, có rạp chiếu phim, thư viện, công viên, điểm sinh hoạt văn hóa TDTT phường, xã và các tổ dân phố, thôn.
Phủ Lý có Sân vận động tỉnh Hà Nam với sức chứa 20.000 chỗ ngồi, sân bóng đá tiêu chuẩn quốc gia, đường pit 8 làn chạy cùng nhiều công trình phụ trợ khác. Đây là "sân nhà" của CLB bóng đá nữ Phong Phú Hà Nam, từng đoạt 1 chức vô địch quốc gia (2018), 1 Cup quốc gia (2019) 3 giải vô địch vô địch U19 quốc gia (2010, 2011, 2016) và 1 giải vô địch U16 quốc gia (2015).

## Giao thông
Toàn thành phố có 119,7 km đường giao thông, trong đó 83,5% được kiên cố bê tông hoặc trải nhựa, toàn Thành phố không còn đường đất. Khu vực nội thị có 31 tuyến đường trục chính, các trục đường chính đô thị dài 70,1 km.
Đặc biệt, Thành phố sẽ đầu tư xây dựng trục đường Đông Tây, Bắc Nam, đường vành đai 1, đường nối cầu Ba Đa với đường cao tốc, cầu vượt sông Châu nối khu đô thị trung tâm với khu đô thị Lam Hạ, 2 cầu vượt sông Đáy, trên cơ sở hình thành mạng lưới giao thông liên hoàn giữa các khu đô thị, các khu công nghiệp với Quốc lộ 1, 21A và đường cao tốc Cầu Giẽ - Ninh Bình.
Đường Quốc lộ qua:
- Quốc lộ 1 đi Hà Nội hoặc Ninh Bình, đã được nâng cấp từ năm 2009 với 4 làn xe ô tô và 2 làn xe thô sơ, có giải phân cách giữa.
- Quốc lộ 21B xuôi đi Nam Định với 2 làn xe ô tô và 2 làn xe thô sơ.
- Quốc lộ 21A đi Hòa Bình và nối với đường mòn Hồ Chí Minh, với 4 làn xe ô tô.
- Quốc lộ 21B ngược lên các huyện thuộc tỉnh Hà Tây cũ, đi chùa Hương, 2 làn xe ô tô.

Đường Quốc lộ đang thi công: Quốc lộ 1 mới với 6 làn xe ôtô phía đông thành phố.
Đường Quốc lộ dự kiến:
- Đường nối Hà Nam - Thái Bình dự kiến 6 làn xe ở phía đông thành phố.
- Đường nối Quốc lộ 1 mới với Quốc lộ 5, dự kiến 6 làn xe, tại phía đông thành phố.
- Đường nối từ chùa Bái Đính qua tỉnh lộ 477B đi thị trấn Ba Sao, chùa Hương tới đại lộ Thăng Long.
- Đường nội đô thuận tiện với nhiều đường lớn (đường nhựa từ 2 tới 4 làn xe ôtô) kết nối tới tất cả các thị trấn của tỉnh Hà Nam.

đường sắt Bắc-Nam và dự án đường sắt cao tốc qua phía đông thành phố.
Đường thủy trên sông Đáy, sông Châu, đang cải tạo Âu thuyền nối giữa sông Châu và sông Đáy. Khi dự án này hoàn thành giao thông đường Thủy thuận tiện hơn do tàu thuyền có thể từ sông Đáy qua Âu thuyền này dọc sông Châu, qua cống Liên Mạc và đi vào sông Hồng một cách thuận tiện.
Đường hàng không: Không có sân bay cũng như không có dự án. Sân bay quốc tế gần nhất là Nội Bài 100 km.

### Đường phố
Một số đường phố chính: Trần Phú, Trần Hưng Đạo, Lê Hoàn, Lê Lợi, Biên Hòa, Trường Chinh, Lý Thái Tổ, Lý Thường Kiệt, Lê Công Thanh, Nguyễn Viết Xuân, Nguyễn Văn Trỗi, Quy Lưu, Châu Cầu, Phạm Tất Đắc, Hàng Chuối, Kim Đồng, Xuân Diệu, Hồ Xuân Hương, Trần Quang Khải, Trần Nhật Duật, Trần Bình Trọng, Trần Tử Bình, Tân Khai, Lê Chân, Lạt Sơn, Phạm Ngọc Thạch,...

### Biển số xe
- Biển số xe máy: 90 - B1 - B2 - B3 - A1-FA-AB biển 4 số: F1 đến F9, H1 đến H9
- Biển số ô tô: 90A, 90B, 90C, 90D, 90T, 90M, 90R, 90LD, 90LA, 90F, 90H,90E

## Hình ảnh

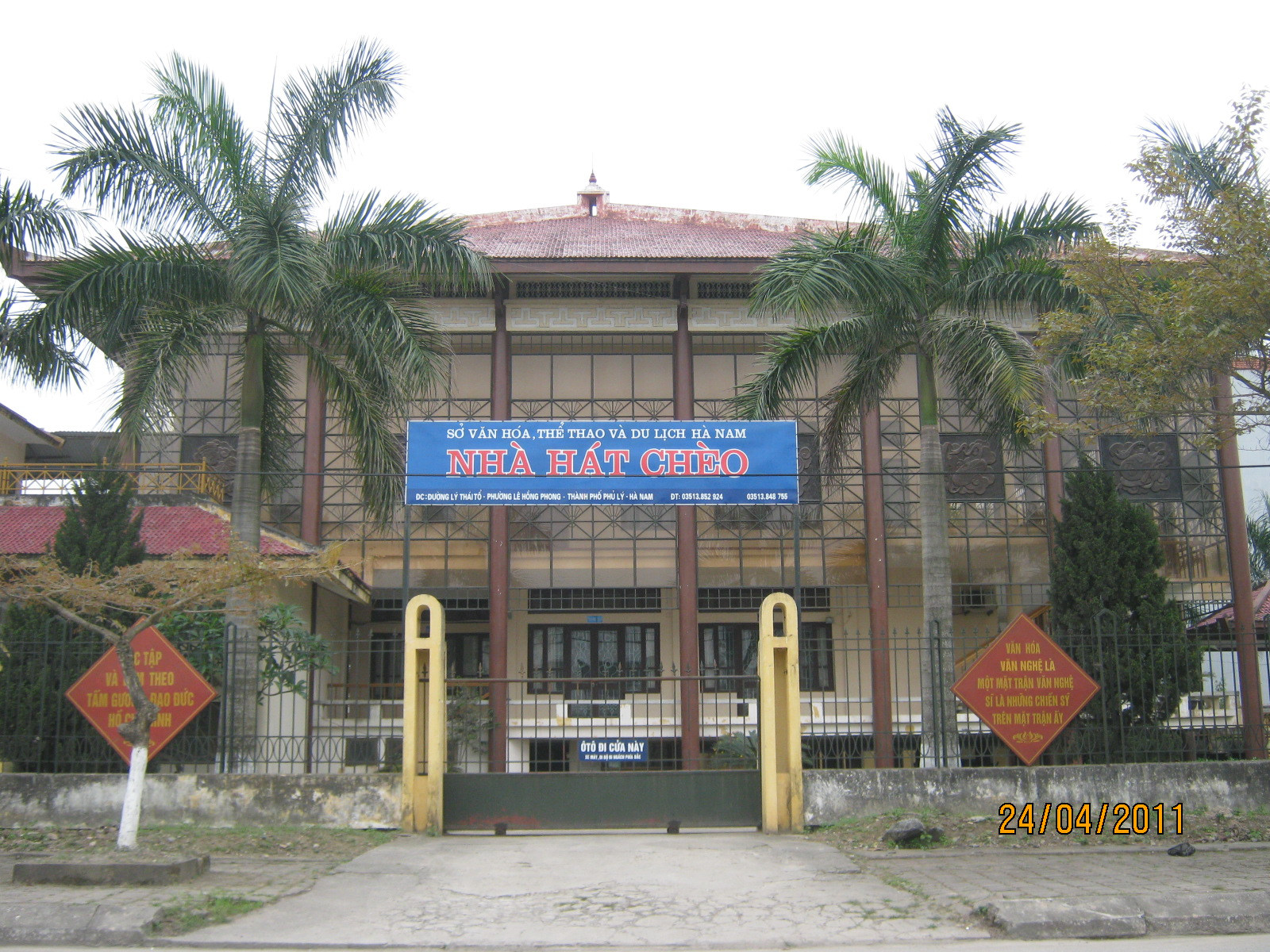
Nhà hát Chèo Hà Nam
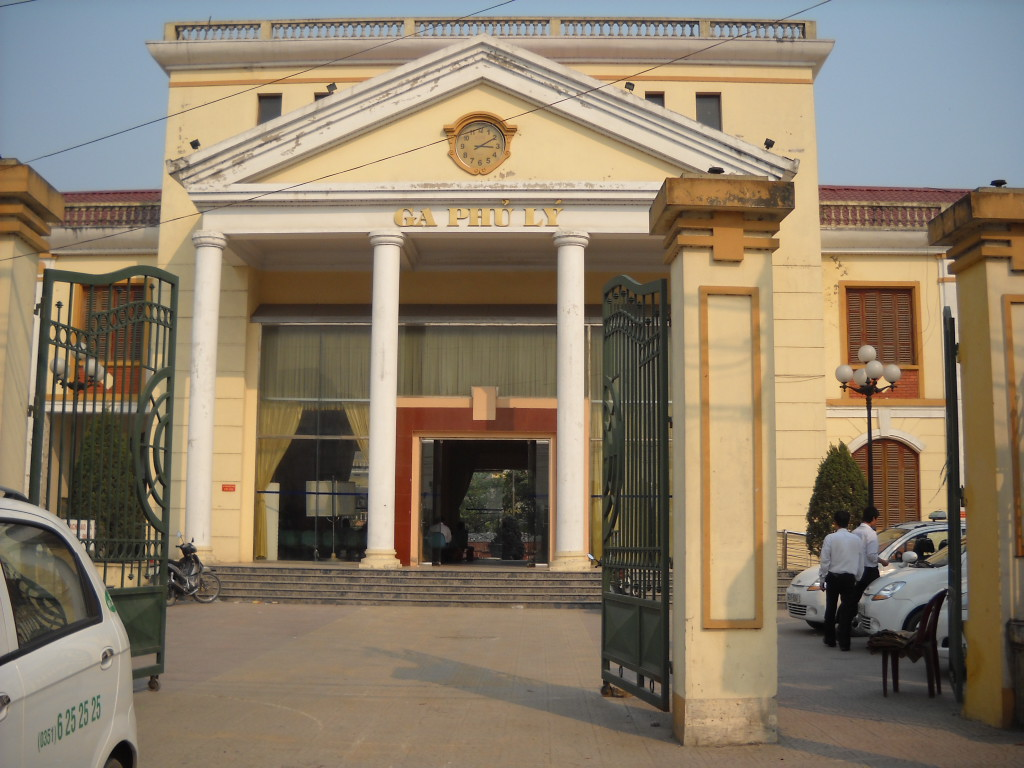
Ga Phủ Lý, Hà Nam

## Thành phố kết nghĩa
- Thành phố Biên Hòa, tỉnh Đồng Nai